# Heteromeyenia stepanowii
Heteromeyenia stepanowii är en svampdjursart som först beskrevs av Benedykt Dybowski 1884.  Heteromeyenia stepanowii ingår i släktet Heteromeyenia och familjen Spongillidae. Inga underarter finns listade i Catalogue of Life.